# Chaleur corporelle

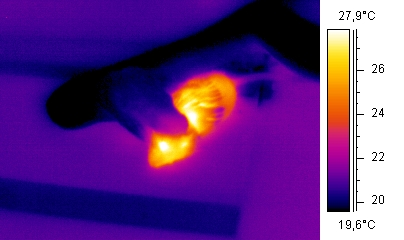
Image thermographique d'un serpent (ectotherme) mangeant une souris (homéotherme).

La chaleur corporelle est la chaleur qui se dégage des corps des animaux, incluant l'être humain, et qui est produite par les activités physiques et métaboliques. La production métabolique de chaleur par les animaux est connue sous le nom de thermogenèse.

## Chez les animaux endothermes

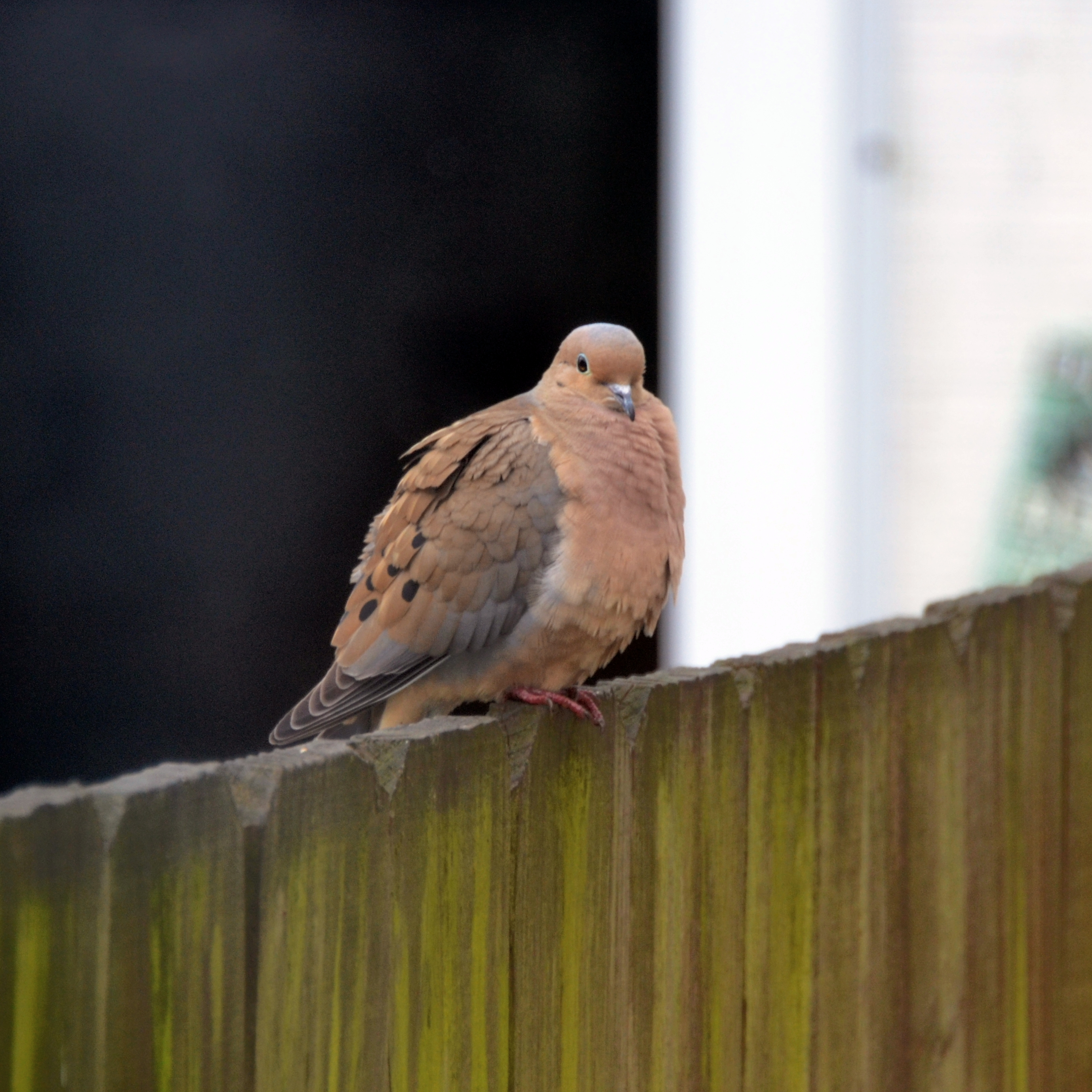
Tourterelle triste (Zenaida macroura) dont les plumes sont hérissées pour conserver la chaleur corporelle.

Dans le cas des mammifères et des oiseaux, la chaleur corporelle est facilement perceptible parce qu'ils sont endothermes : ils produisent leur propre chaleur. Ils sont aussi (pour la plupart) homéothermes : ils maintiennent leur température corporelle de manière toujours constante, indépendamment des fluctuations du milieu, grâce à la thermorégulation. Ils peuvent conserver leur chaleur en hérissant leurs plumes ou leurs poils, et ils peuvent la dissiper en dirigeant du sang vers leurs extrémités et la surface de la peau, en haletant (comme dans le cas des chiens) ou en se déplaçant vers des endroits plus frais. De manière exceptionnelle, chez le Manchot empereur (Aptenodytes forsteri) une exposition à la chaleur peut provoquer une hyperthermie. D'autres espèces, comme certains colibris et chauve-souris, peuvent suspendre leur thermorégulation pendant les périodes nocturnes et hivernales.

### Chez l'être humain

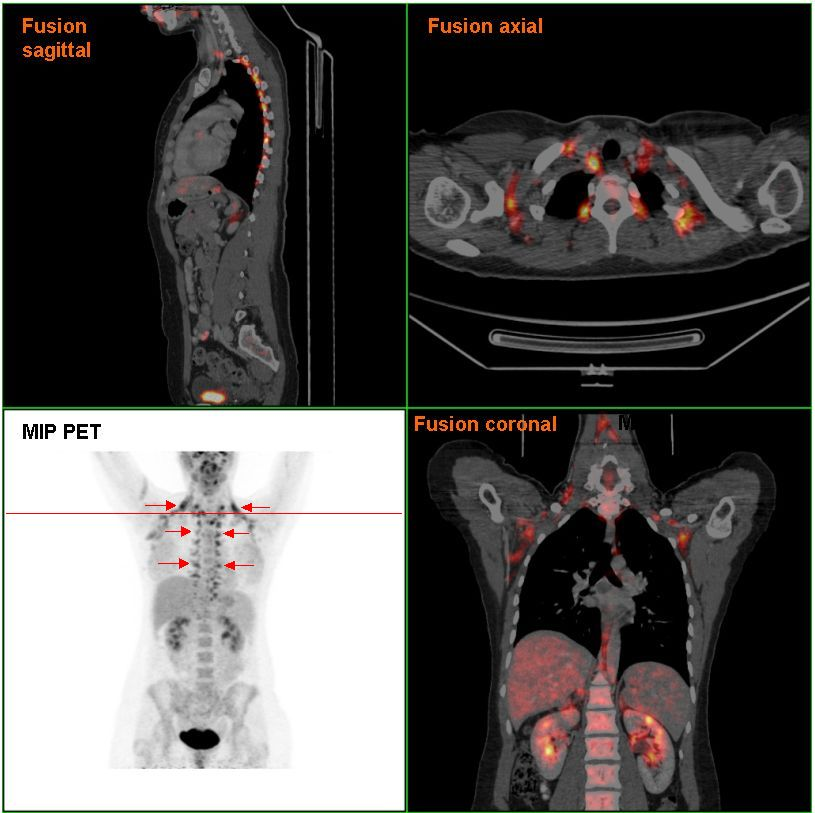
L'activité métabolique du tissu adipeux brun (ici, dans un adulte en repos) est l'une des manières dont le corps humain génère de la chaleur.

Chez l'être humain, la chaleur corporelle est contrôlée pour maintenir une température corporelle autour de 37 ℃. La glande responsable de sa régulation est le tronc cérébral, et en particulier la région thermostatique de l’hypothalamus. Pendant les périodes de repos, elle est produite majoritairement par le cœur, le foie, le cerveau, les reins et les organes endocriniens. Par contre, pendant l'exercice physique, elle provient surtout de la contraction des muscles squelettiques, qui produisent une énergie plusieurs fois supérieure à celle du reste des organes. Le sang qui circule par ces organes contribue à distribuer cette énergie par tout le corps. 
Quand la température corporelle descend, à cause d'un environnement froid, par exemple, les muscles squelettiques se contractent (stimulés par les neurones moteurs contrôlés par l'hypothalamus), produisant des mouvements involontaires au rythme de 10 à 20 par seconde, connus sous le nom de tremblements. Comme aucun travail extérieur n'est généré, les tremblements sont assez efficaces dans la production de chaleur. À part les variations d'activité musculaire, le contrôle hormonal est la deuxième voie interne principale de régulation des émissions de chaleur corporelle. L'accumulation de cette chaleur pourrait être influencée par la fatigue. 
Chez certains animaux endothermes, la graisse brune est un tissu spécialisé en la génération de chaleur corporelle, de manière alternative aux tremblements. Dans ses mitochondries, la fonction respiratoire est découplée de la production d'ATP, et ce grâce à l'enzyme thermogénine. Pour les nouveau-nés humains, ce tissu adipeux peut supposer jusqu'à 5 % du poids corporel. De cette manière, les bébés arrivent à conserver leur chaleur sans avoir à frissonner, ce qu'ils ne peuvent pas faire parce que leur système nerveux n'est pas suffisamment développé. Dans les humains adultes, ce tissu tend à disparaître, mais peut persister sous certaines conditions.
La chaleur corporelle humaine a été proposée comme source d'énergie électrique pour alimenter des dispositifs électroniques, notamment dans le champ des technologies portables.

## Chez les animaux ectothermes

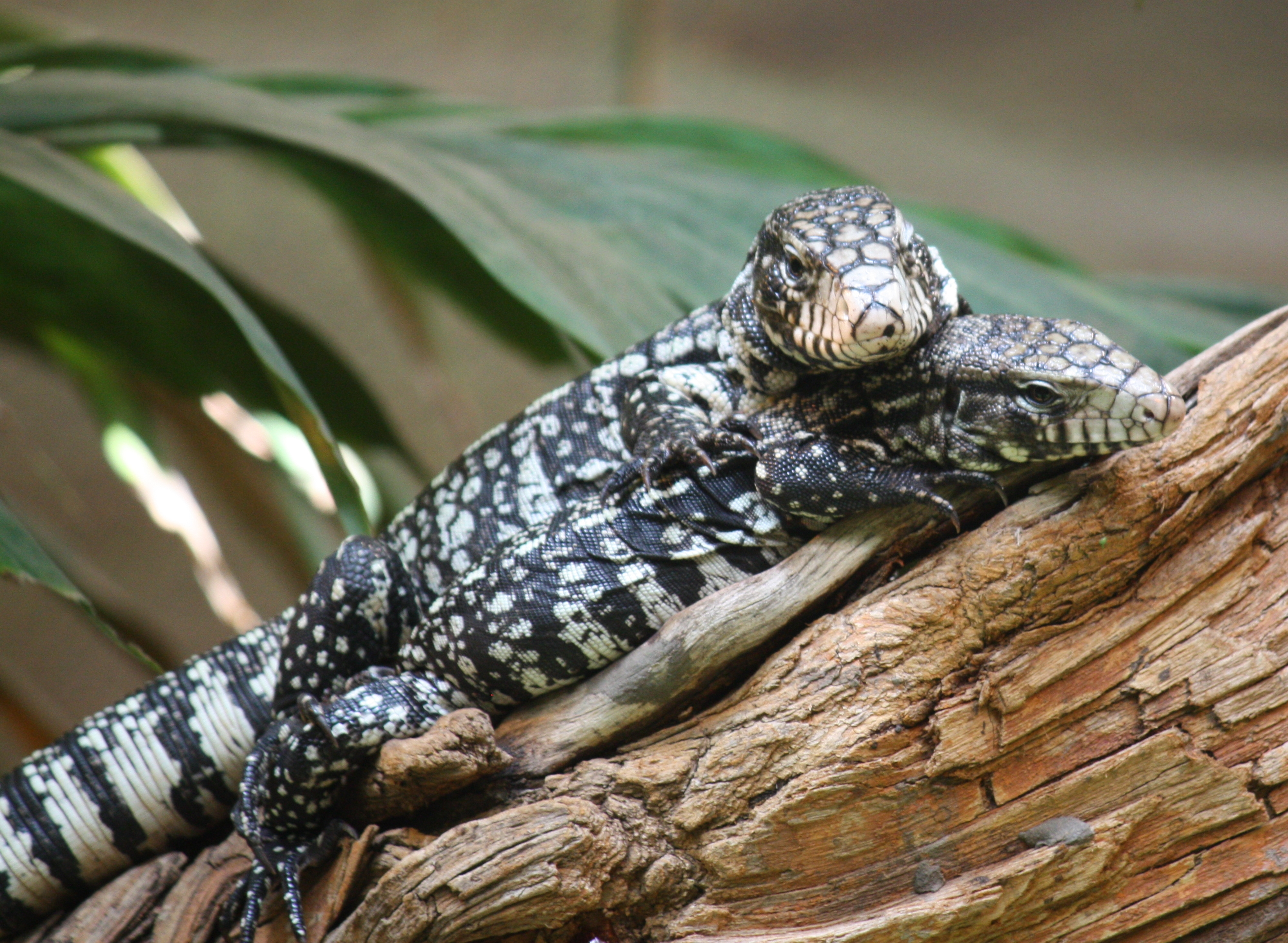
Tégu argentin, la seule espèce de reptile connue qui peut générer de la chaleur corporelle.

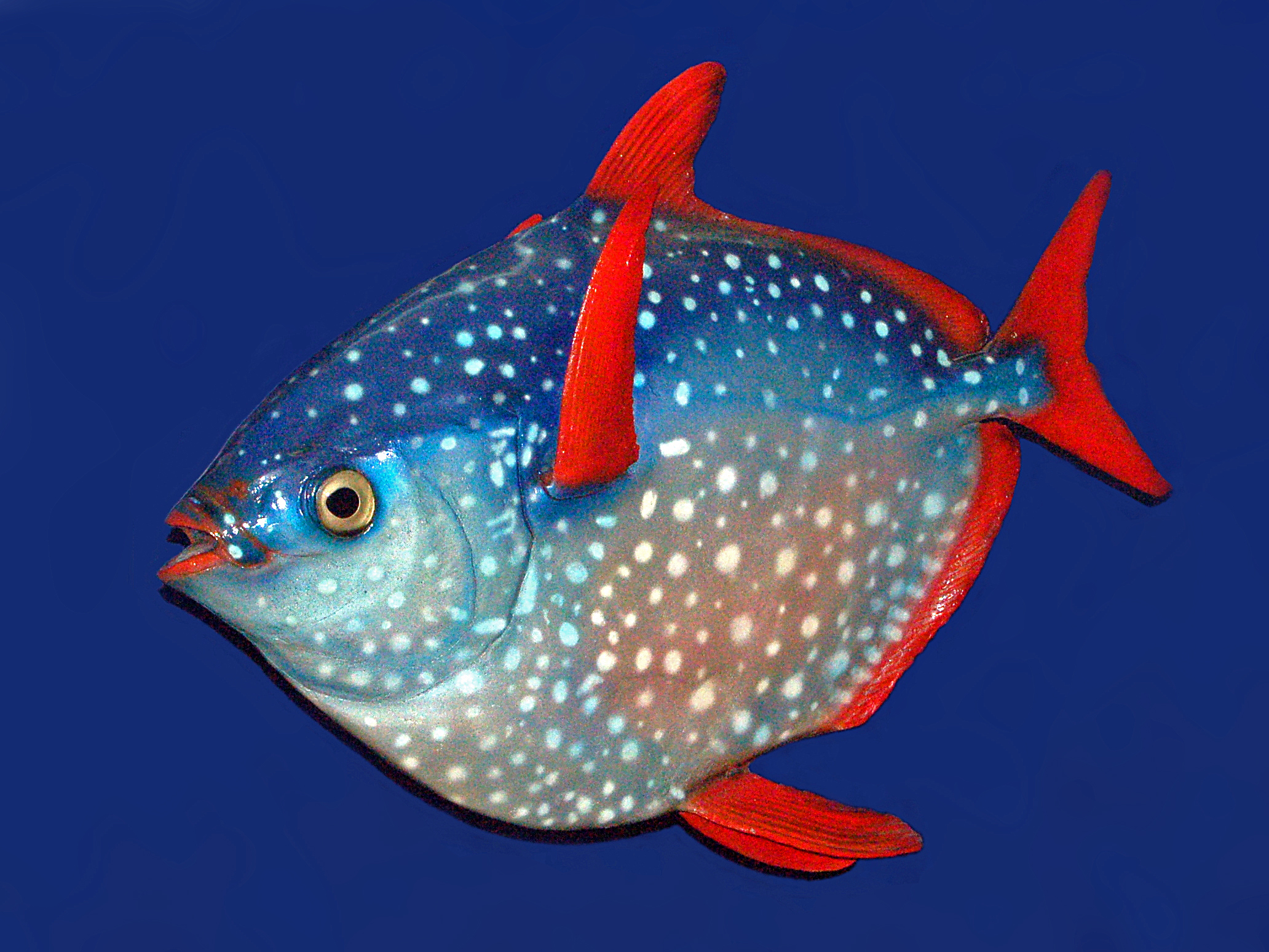
Lampris guttatus est un poisson qui génère de la chaleur corporelle grâce aux battements de ses nageoires.

Les reptiles sont généralement des espèces ectothermes. Ne produisant pratiquement pas de chaleur corporelle, ils dépendent donc principalement de la chaleur qu'ils reçoivent de leur environnement (surtout à partir de leur exposition au soleil) pour conserver leur température corporelle (dans ce sens, ils sont poïkilothermes). À ce jour, une seule espèce de lézard est connue pour être capable de générer de la chaleur : le Tégu noir et blanc (Salvator merianae). Pendant une partie de l'année, en période de reproduction, ils produisent de l'énergie calorifique à partir d'une source inconnue,.
Les poissons aussi sont des animaux exothermes (qui contrôlent leur température corporelle à l'aide de moyens externes), même si certaines espèces, comme le Thon rouge du Pacifique (Thunnus orientalis), parviennent à réguler leur température corporelle en produisant de la chaleur à partir de l'activité musculaire, et grâce à un organe appelé le rete mirabile (qui fonctionne comme un échangeur de chaleur), réchauffant ainsi certains de leurs organes. En 2015, le premier cas connu de poisson entièrement homéotherme a été découvert : le Lampris royal ou opah (Lampris guttatus). Il génère de la chaleur par le battement de ses nageoires et distribue ensuite cette chaleur à la totalité de son corps par la circulation du sang.